# Pensionnat de l'Immaculée-Conception
Le pensionnat de l'Immaculée-Conception est un ancien pensionnat catholique de l'île de La Réunion, département et région d'outre-mer français dans le sud-ouest de l'océan Indien. Situé à Saint-Denis sur un terrain donnant sur la rue de Paris, il est inscrit à l'inventaire supplémentaire des Monuments historiques depuis le 2 février 1993.